# Zacarias’ Weg
Zacarias’ Weg (Originaltitel: Mosquito, internationaler Titel: Mosquito) ist ein Filmdrama von João Nuno Pinto aus dem Jahr 2020. Der in einer internationalen Koproduktion entstandene Spielfilm wurde als Eröffnungsfilm der 49. Ausgabe der Internationalen Filmfestspiele von Rotterdam am 22. Januar 2020 gezeigt. Seine Deutschlandpremiere erlebte der Film beim 34. Internationalen Filmfestival in Braunschweig Anfang November desselben Jahres.

## Handlung
Ein Jahr nach dem Eintritt Portugals in den Ersten Weltkrieg meldet sich der 17-jährige Dorflehrersohn Zacarias ohne Wissen seiner Eltern als Kriegsfreiwilliger. Er ist entschlossen, mit dem portugiesischen Expeditionskorps in Frankreich gegen die Deutschen zu kämpfen, wird aber stattdessen mit der 4. Afrika-Expedition des portugiesischen Heeres im September 1917 nach Portugiesisch-Ostafrika verschifft. Auf der Überfahrt freundet er sich mit dem Kompaniefeldwebel an, einem erfahrenen Kolonialsoldaten, der ihm rät, in seiner Nähe zu bleiben, um den Krieg zu überleben.
In den Monaten nach der Ausschiffung am Strand von Mocímboa da Praia erkrankt Zacarias an Malaria und verbringt mehrere Wochen ohne klares Bewusstsein im Lazarett des Militärlagers. Dort wird der Kranke zurückgelassen, als seine Kompanie im Frühjahr 1918 nach Westen aufbricht, um entlang der Nordgrenze Mosambiks zum Njassasee zu gelangen. Sie wird sowohl gegen die nach Mosambik eingedrungenen Deutschen als auch gegen aufständische Afrikaner eingesetzt. Nachdem Zacarias sich erholt hat, erlaubt ihm der Kommandeur der Expedition widerwillig, der Seekolonne auf eigene Faust hinterherzumarschieren. Nur begleitet von dem Fährtensucher Duarte – einem Makonde-Jäger, der eigentlich Alikududa heißt – und dem Träger Nhanguete, bricht Zacarias in die Wildnis auf. Nach tagelangen Märschen erreichen sie einen kleinen portugiesischen Stützpunkt im Dschungel. Der Kommandant des Forts versucht, Zacarias zu überreden, hier in Sicherheit zu bleiben und das Kriegsende abzuwarten, aber Zacarias will unbedingt in den Krieg ziehen und setzt seinen gefährlichen Fußmarsch fort. In seiner Ungeduld hört er auch nicht mehr auf Duarte, der vor Überanstrengung warnt, und behandelt den Träger so schlecht, dass dieser eines Morgens mit den Vorräten zu flüchten versucht. Zacarias schießt auf Nhanguete und verletzt ihn tödlich, woraufhin Duarte ihn allein in der Savanne zurücklässt. Mit dem nötigsten Gepäck zieht er weiter, doch als im Regenwald sein Kompass versagt, beginnt er zu verzweifeln. Bald gehen seine Chininampullen zur Neige und die Fieberanfälle werden unerträglich. Verbissen kämpft er sich bis ins Mkula-Bergland durch, wo er in einer Höhle Schutz sucht und entkräftet zusammenbricht. Als er das Schuldbekenntnis spricht, erscheint der verwilderte Priester Mendes, der in den Bergen als Einsiedler lebt und ihn mit Kauholz zur Linderung des Fiebers versorgt. Unter wirren Vorträgen führt Mendes ihn zum Niassa-Hochplateau und erklärt ihm zum Abschied, er werde es schaffen.
Nach einem erneuten körperlichen Zusammenbruch stößt Zacarias auf ein Makua-Dorf, das nur noch von Frauen und Kindern bevölkert ist, weil die Männer als Träger, Askaris oder Aufständische verschleppt oder getötet wurden. Sie nehmen ihm die verbliebene Ausrüstung weg und lassen ihn von einer Schamanin mit Tränken und Zeremonien behandeln. Nachdem es ihm besser geht, wird er auf Beschluss der tonangebenden Dorfbewohnerinnen Murima und Ekumi mit Kabeln gefesselt zur Feldarbeit gezwungen, geschlagen und bei einem Streit von seiner Bewacherin Ekumi angeschossen. Als er sich mit der etwa gleichaltrigen Mutholo anfreundet, wird er in einem traditionellen Ritual verheiratet, entgegen seiner Erwartung allerdings nicht mit Mutholo, sondern mit seiner Krankenpflegerin Malolo. Kurz darauf gelingt ihm die Flucht aus dem Dorf und er schlägt sich ohne Vorräte und Waffen in die Büsche, wo er sich von wilden Früchten und Maden ernährt.
Zufällig trifft Zacarias auf einen Deutschen, der in einem Felssee badet, und kann dessen Waffe an sich bringen und den Mann überwältigen. Er nimmt seinen Gefangenen, der sich als Deserteur ausgibt und Rudolph Torsten nennt, als Trophäe mit und behandelt ihn feindselig. Auf der Wanderung kommen sie durch ein gebrandschatztes Dorf mit vielen Leichen und streiten darüber, ob Deutsche oder Portugiesen das Massaker verübt haben. Anschließend vertragen sie sich besser und Torsten darf Zacarias ungefesselt begleiten. Als sie nach Durchquerung der Txitonga-Berge den Njassasee erreichen, fallen sie sich glücklich in die Arme und schlafen erschöpft am Strand ein. Sie werden von einer portugiesischen Patrouille aufgegriffen, die sie ins Feldlager der 31. Kompanie bringt, wo Zacarias seinen Kameraden wieder begegnet. Er erfährt, dass der Krieg in Europa bereits zu Ende ist. Dennoch wird Torsten von den erbitterten Soldaten brutal getötet. Daraufhin zieht sich Zacarias zurück. Als der Feldwebel ihn anspricht und zur Rückkehr ins Lager motivieren will, wird er von einem Löwen gefressen, ohne dass Zacarias eingreift, obwohl er schießen könnte. Mit den Schmatzgeräuschen des Löwen endet der Film.

## Hintergrund
Für Pinto ist Mosquito nach América (2010) sein zweiter abendfüllender Spielfilm. Die Idee zu dem Film stammt von Pinto, der darin unter anderem Erlebnisse seines Großvaters im Ersten Weltkrieg verarbeitet. Er selbst beschrieb das Werk als „Kriegsfilm ohne Krieg“. Der Film wurde 2019 an Originalschauplätzen in Mosambik gedreht.
In Deutschland wurde der Film im November 2020 unter dem Originaltitel Mosquito mit englischen Untertiteln bei der 34. Ausgabe der Braunschweiger Filmfestspiele gezeigt, die aufgrund der Coronabeschränkungen ausschließlich online im Streaming-Format stattfand. In Portugal wurde der Film ab 16. November 2020 als Miniserie in drei Teilen zu jeweils 45 Minuten vom portugiesischen Fernsehen (RPT) ausgestrahlt. Im März 2025 erschien der Film in leicht gekürzter Fassung (116 Minuten) unter dem Titel Zacarias’ Weg mit deutschen (sowie unter dem Titel Mosquito auch mit französischen) Untertiteln auf dem deutsch-französischen Sender Arte.

## Auszeichnungen
Bei den Internationalen Filmfestspielen von Rotterdam gehörte Mosquito als Eröffnungsfilm zur Hauptauswahl des Wettbewerbs. Der Film war der portugiesische Kandidat für den spanischen Filmpreis Goya und wurde in der Kategorie „Bester iberoamerikanischer Film“ nominiert. Bei der 35. Ausgabe der Mittelmeerfilmtage von Valencia im Herbst 2020 gewann der Film die ersten Preise für Kamera und Ton; bei der Internationalen Filmausstellung São Paulo desselben Jahres den Kritikerpreis. Der Film gehörte auch zur Vorauswahl für den Luxemburger Filmpreis 2021.
Bei den 2021 von der Portugiesischen Filmakademie vergebenen Prémios Sophia gewann der Film in sechs Kategorien den ersten Preis: Gewürdigt werden João Nunes Monteiro als „Bester Hauptdarsteller“, Lucha D’Orey als „Beste Kostümdesignerin“ und der im April 2020 bei Dreharbeiten in Brasilien verstorbene Filipe Duarte (* 1973) als „Bester Nebendarsteller“; ferner gewann der Film die Preise für die „Besten Spezialeffekte“, den „Besten Schnitt“ und den „Besten Ton“. Die portugiesische Stiftung für die Rechteverwertung von Künstlern (Fundação GDA) zeichnete João Nunes Monteiro für seine Darstellung in Mosquito mit ihrem „New Talent Award“ für Nachwuchsschauspieler aus.
Beim Filmfestival in Braunschweig sprach die Jury für Mosquito eine lobende Erwähnung aus.

## Kritik
Das Lexikon des internationalen Films beschreibt den Film als „Kriegs- und Kolonialdrama mit einer hypnotischen Atmosphäre“, das eine verrohte, chaotische Welt beschreibt. Kritisch wird allerdings festgestellt, dass die „Lektionen zu Gewaltanwendung, Rassismus und Unsinn des Krieges“ erwartbar und infolge der unfokussierten Präsentation wenig eindrücklich blieben.
Viele Kritiker betonen die starken Anklänge des Films an Francis Ford Coppolas Apocalypse Now (1979), Werner Herzogs Aguirre, der Zorn Gottes (1972) und Stanley Kubricks Wege zum Ruhm (1957). Auch der im selben Jahr (2019) gedrehte Kriegsfilm 1917 von Sam Mendes, der wie der Beginn von Zacarias’ Weg im Jahr 1917 spielt, wird häufig als Vergleich herangezogen, was mitunter so weit geht, dass Pintos Film als „das portugiesische 1917“ bezeichnet wird. „Beide Filme spielen im selben Jahr, und wie Sam Mendes ließ sich auch João Nuno Pinto beim Schreiben des Drehbuchs von den Erinnerungen seines Großvaters inspirieren. Doch während die Helden von ‚1917‘ im Nord-Pas-de-Calais immer wieder dem Feuer ausgesetzt sind, sucht der Grünschnabel aus ‚Mosquito‘ in Mosambik nach einem Schlachtfeld, ohne es zu finden.“ Kurioserweise erlebt Mendes’ Held aus 1917 die Schrecken des Krieges genau auf dem Schlachtfeld in „Frankreich, in dem Zacarias kämpfen wollte, was sich jedoch als unmöglicher Traum herausstellt.“